# Kužiai
Kužiai (ryska: Кужяй) är en ort i Litauen. Den ligger i den nordvästra delen av landet, 200 km nordväst om huvudstaden Vilnius. Kužiai ligger 106 meter över havet och antalet invånare är 1 420.
Terrängen runt Kužiai är mycket platt. Runt Kužiai är det ganska glesbefolkat, med 30 invånare per kvadratkilometer. Närmaste större samhälle är Šiauliai, 12,8 km öster om Kužiai. Omgivningarna runt Kužiai är en mosaik av jordbruksmark och naturlig växtlighet.